# Həkəri
Həkəri – rzeka w Azerbejdżanie. Bierze początek w rejonie Laçın, na wysokości 3080 m n.p.m. Płynie wzdłuż południowo-zachodnich stoków Małego Kaukazu przez rejony Qubadlı i Zəngilan. Uchodzi lewostronnie do Araksu na wysokości 268 m n.p.m.
Rzeka ma 128 km długości. Zlewnia zajmuje powierzchnię 5540 km².